# Амазонас (футбольный клуб)
«Амазо́нас» (порт. Amazonas Futebol Clube) — бразильский футбольный клуб из Манауса. В 2022 году клуб выступал в бразильской Серии D и добился выхода в Серию C на следующий сезон.

## История
«Амазонас» — один из самых молодых профессиональных клубов Бразилии, он был образован 23 мая 2019 года Весли Коуто дос Сантосом и группой бизнесменов. В октябре того же года команда дебютировала в Серии B чемпионата штата Амазонас. Несмотря на своё название, в клубе не стали использовать белый, красный и синий цвета, которые присутствуют на флаге Амазонаса. Было принято решение использовать жёлтый и чёрный цвета, а в качестве талисмана был взят ягуар, один из символов региона.
В первый же год команда выиграла Серию B, и в 2020 году дебютировала в высшей лиге штата. В 2021 году «Амазонас» занял третье место в чемпионате, благодаря чему получил право выступить в 2022 году в бразильской Серии D. Команда с первого раза сумела добиться повышения в классе. «Ягуары» заняли первое место в группе A, на первой стадии плей-офф обыграли «Жувентуде Самас» из Мараньяна, в 1/8 финала — «Лагарту», а в четвертьфинале — «Португезу» из Рио-де-Жанейро. Выход в полуфинал гарантировал «Амазонасу» попадание в Серию C на следующий сезон.

## Достижения
- Третий призёр чемпионата штата Амазонас (1): 2021
- Победитель Серии B чемпионата штата Амазонас (1): 2019
- Победитель Серии C (1): 2023

## Выступления по сезонам
- Участник бразильской Серии C (1): 2023
- Участник бразильской Серии D (1): 2022